# دانشا آدامز
دانشا آدامز (انگلیسی: Danesha Adams؛ زادهٔ ۶ ژوئن ۱۹۸۶) بازیکن فوتبال اهل ایالات متحده آمریکا است.
از باشگاه‌هایی که در آن بازی کرده‌است می‌توان به باشگاه فوتبال آپولون لیماسول، اسکای بلو اف‌سی، باشگاه فوتبال فیلادلفیا ایندپندنس، واشینگتن اسپیریت، باشگاه فوتبال پورتلند تورنز، و شیکاگو رد استارز اشاره کرد.
وی همچنین در تیم‌های ملی فوتبال United States women's national under-20 soccer team، زیر ۲۳ سال زنان ایالات متحده آمریکا، و زنان ایالات متحده آمریکا بازی کرده‌است.